# Formule Renault 3.5 Series 2014
Het Formule Renault 3.5 Series-seizoen 2014 was het zeventiende Formule Renault 3.5 Series-seizoen en het tiende onder deze naam. Het seizoen bestond uit 17 races, verdeeld over 9 ronden. Regerend kampioen Kevin Magnussen was overgestapt naar het Formule 1-team McLaren en verdedigde zijn titel niet.
Carlos Sainz jr. behaalde de titel in de eerste race van het laatste raceweekend op het Circuito Permanente de Jerez nadat zijn laatste concurrent Roberto Merhi uitviel in de eerste ronde.

## Teams en coureurs
| Team                       | Nr. | Coureur             | Ronden   |
| -------------------------- | --- | ------------------- | -------- |
| DAMS                       | 1   | Carlos Sainz jr.    | Alle     |
| DAMS                       | 2   | Norman Nato         | Alle     |
| Fortec Motorsports         | 3   | Sergej Sirotkin     | Alle     |
| Fortec Motorsports         | 4   | Oliver Rowland      | Alle     |
| International Draco Racing | 5   | Pietro Fantin       | Alle     |
| International Draco Racing | 6   | Luca Ghiotto        | Alle     |
| Arden Motorsport           | 7   | Pierre Gasly        | Alle     |
| Arden Motorsport           | 8   | William Buller      | Alle     |
| Tech 1 Racing              | 9   | Marco Sørensen      | Alle     |
| Tech 1 Racing              | 10  | Alfonso Celis Jr.   | 6        |
| Tech 1 Racing              | 10  | Nicholas Latifi     | 7-9      |
| Strakka Racing             | 11  | Will Stevens        | Alle     |
| Strakka Racing             | 12  | Matias Laine        | Alle     |
| Lotus                      | 15  | Marlon Stöckinger   | Alle     |
| Lotus                      | 16  | Matthieu Vaxivière  | 1-3, 6-9 |
| Lotus                      | 16  | Richie Stanaway     | 4-5      |
| ISR                        | 17  | Jazeman Jaafar      | Alle     |
| AVF                        | 19  | Beitske Visser      | Alle     |
| AVF                        | 20  | Zoël Amberg         | Alle     |
| Zeta Corse                 | 21  | Roman Mavlanov      | 1-7, 9   |
| Zeta Corse                 | 22  | Roberto Merhi       | Alle     |
| Pons Racing                | 25  | Oliver Webb         | 1-3      |
| Pons Racing                | 25  | Óscar Tunjo         | 4-9      |
| Pons Racing                | 26  | Meindert van Buuren | Alle     |
| Comtec Racing              | 27  | Nikolay Martsenko   | 1-2      |
| Comtec Racing              | 27  | Cameron Twynham     | 6-8      |
| Comtec Racing              | 28  | Andrea Roda         | 3        |
| Comtec Racing              | 28  | Esteban Ocon        | 7-8      |

### Rijders veranderingen
Van team veranderd
- Zoël Amberg: Pons Racing → AVF
- William Buller: Zeta Corse → Arden Motorsport
- Pietro Fantin: Arden Caterham → International Draco Racing
- Jazeman Jaafar: Carlin → ISR
- Nikolay Martsenko: Pons Racing → Comtec Racing
- Carlos Sainz jr.: Zeta Corse → DAMS
- Sergej Sirotkin: ISR → Fortec Motorsports
- Marco Sørensen: Lotus → Tech 1 Racing
- Oliver Webb: Fortec Motorsports → Pons Racing

Nieuw/teruggekeerd in WSR
- Meindert van Buuren: Auto GP (Manor MP Motorsport) → Pons Racing
- Alfonso Celis Jr.: GP3 Series (Status Grand Prix) → Tech 1 Racing
- Pierre Gasly: Eurocup Formule Renault 2.0 (Tech 1 Racing) → Arden Motorsport
- Luca Ghiotto: Eurocup Formule Renault 2.0/Formule Renault 2.0 Alps (Prema Powerteam) → International Draco Racing
- Nicholas Latifi: Europees Formule 3-kampioenschap (Prema Powerteam) → Tech 1 Racing
- Roman Mavlanov: Eurocup Formule Renault 2.0/Formule Renault 2.0 NEC (RC Formula) → Zeta Corse
- Roberto Merhi: DTM (HWA Team) → Zeta Corse
- Esteban Ocon: Europees Formule 3-kampioenschap (Prema Powerteam) → Comtec Racing
- Andrea Roda: Auto GP (Virtuosi Racing) → Comtec Racing
- Oliver Rowland: Eurocup Formule Renault 2.0 (Manor MP Motorsport) → Fortec Motorsports
- Richie Stanaway: Porsche Supercup (DAMS) → Lotus
- Óscar Tunjo: Eurocup Formule Renault 2.0 (Josef Kaufmann Racing) → Pons Racing
- Cameron Twynham: Europese F3 Open (West-Tec) → Comtec Racing
- Matthieu Vaxivière: Eurocup Formule Renault 2.0 (Tech 1 Racing) → Lotus
- Beitske Visser: ADAC Formel Masters (Lotus) → AVF

Uit de WSR
- Riccardo Agostini: Zeta Corse → Europees Formule 3-kampioenschap (EuroInternational)
- Mikhail Aleshin: Tech 1 Racing → IndyCar Series (Schmidt Peterson Hamilton Motorsports)
- Yann Cunha: AV Formula → ?
- António Félix da Costa: Arden Caterham → DTM (BMW)
- Lucas Foresti: SMP Racing by Comtec → Stock Car Brasil (RC3 Bassani)
- Carlos Huertas: Carlin → IndyCar Series (Dale Coyne Racing)
- Kevin Magnussen: DAMS → Formule 1 (McLaren-Mercedes)
- Mihai Marinescu: Zeta Corse → ?
- Nigel Melker: Tech 1 Racing → Formula Acceleration 1 (Team Nederland)
- Daniil Move: SMP Racing by Comtec → ?
- Nico Müller: International Draco Racing → DTM (Audi)
- André Negrão: International Draco Racing → GP2 Series (Arden International)
- Arthur Pic: AV Formula → GP2 Series (Campos Racing)
- Emmanuel Piget: Zeta Corse → ?
- Mathéo Tuscher: Zeta Corse → GP3 Series (Jenzer Motorsport)
- Stoffel Vandoorne: Fortec Motorsports → GP2 Series (ART Grand Prix)
- Nick Yelloly: Zeta Corse → GP3 Series (Status Grand Prix)
- Christopher Zanella: ISR → ?

Tijdens het seizoen
- De Italiaan Andrea Roda stapte in de ronde op het Circuit de Monaco in bij het team Comtec Racing. Vanaf de ronde op de Hungaroring werd dit zitje bezet door de Fransman Esteban Ocon.
- De Fransman Matthieu Vaxivière wordt in de ronde op Spa-Francorchamps vervangen door de Nieuw-Zeelander Richie Stanaway bij het team Lotus vanwege een blessure aan zijn rug. In de ronde op de Nürburgring keerde Vaxivière weer terug bij het team.
- De Brit Oliver Webb wordt vanaf de ronde op Spa-Francorchamps vervangen door de Colombiaan Óscar Tunjo bij het team Pons Racing.
- De Mexicaan Alfonso Celis Jr. stapte in de ronde op de Nürburgring in bij het team Tech 1 Racing. Vanaf de ronde op de Hungaroring werd hij vervangen door Nicholas Latifi.
- De Brit Cameron Twynham stapte in de ronde op de Nürburgring in bij het team Comtec Racing.

### Teams veranderingen
- P1 Motorsport is definitief overgenomen door Strakka Racing.
- AV Formula heeft haar naam veranderd naar AVF.
- Zeta Corse reed met een Russische licentie in plaats van een Italiaanse.
- Carlin nam niet deel aan het seizoen omdat zij geen coureurs konden vinden die genoeg sponsorgeld betaalden.[1] Ook Tech 1 Racing, ISR en Comtec Racing vingen het seizoen met slechts één coureur aan.

## Races
- Op 20 oktober 2013 werd de WSR-kalender van 2014 bekend. De ronden op de Nürburgring en het Circuito Permanente de Jerez zijn nieuw, terwijl de ronden op de Red Bull Ring en op het Circuit de Barcelona-Catalunya zijn geschrapt. De kalender telt 17 races.

| Ronde | Ronde | Circuit                      | Datum        | Pole Position    | Snelste ronde       | Winnend coureur  | Winnend team       |
| ----- | ----- | ---------------------------- | ------------ | ---------------- | ------------------- | ---------------- | ------------------ |
| 1     | R1    | Autodromo Nazionale Monza    | 12 april     | Carlos Sainz jr. | Carlos Sainz jr.    | Will Stevens     | Strakka Racing     |
| 1     | R2    | Autodromo Nazionale Monza    | 13 april     | Carlos Sainz jr. | Carlos Sainz jr.    | Carlos Sainz jr. | DAMS               |
| 2     | R1    | Motorland Aragón             | 26 april     | Carlos Sainz jr. | Carlos Sainz jr.    | Carlos Sainz jr. | DAMS               |
| 2     | R2    | Motorland Aragón             | 27 april     | Oliver Rowland   | Oliver Rowland      | Oliver Rowland   | Fortec Motorsports |
| 3     | 3     | Circuit de Monaco            | 25 mei       | Norman Nato      | Norman Nato         | Norman Nato      | DAMS               |
| 4     | R1    | Spa-Francorchamps            | 31 mei       | Carlos Sainz jr. | Carlos Sainz jr.    | Carlos Sainz jr. | DAMS               |
| 4     | R2    | Spa-Francorchamps            | 1 juni       | Carlos Sainz jr. | Matias Laine        | Carlos Sainz jr. | DAMS               |
| 5     | R1    | Moscow Raceway               | 28 juni      | Sergej Sirotkin  | Meindert van Buuren | Sergej Sirotkin  | Fortec Motorsports |
| 5     | R2    | Moscow Raceway               | 29 juni      | Roberto Merhi    | Roberto Merhi       | Roberto Merhi    | Zeta Corse         |
| 6     | R1    | Nürburgring                  | 12 juli      | Carlos Sainz jr. | Carlos Sainz jr.    | Carlos Sainz jr. | DAMS               |
| 6     | R2    | Nürburgring                  | 13 juli      | Roberto Merhi    | Zoël Amberg         | Roberto Merhi    | Zeta Corse         |
| 7     | R1    | Hungaroring                  | 13 september | Oliver Rowland   | Pierre Gasly        | Roberto Merhi    | Zeta Corse         |
| 7     | R2    | Hungaroring                  | 14 september | Roberto Merhi    | Pierre Gasly        | Norman Nato      | DAMS               |
| 8     | R1    | Circuit Paul Ricard          | 27 september | Carlos Sainz jr. | Pierre Gasly        | Carlos Sainz jr. | DAMS               |
| 8     | R2    | Circuit Paul Ricard          | 28 september | Pierre Gasly     | Carlos Sainz jr.    | Carlos Sainz jr. | DAMS               |
| 9     | R1    | Circuito Permanente de Jerez | 18 oktober   | Will Stevens     | Pietro Fantin       | Will Stevens     | Strakka Racing     |
| 9     | R2    | Circuito Permanente de Jerez | 19 oktober   | Oliver Rowland   | Pietro Fantin       | Oliver Rowland   | Fortec Motorsports |

## Kampioenschap

### Coureurs
| Pos | Coureur             | MNZ | MNZ | ARA | ARA | MON | SPA | SPA | MOS | MOS | NÜR | NÜR | HUN | HUN | LEC | LEC | JER | JER | Punten |
| --- | ------------------- | --- | --- | --- | --- | --- | --- | --- | --- | --- | --- | --- | --- | --- | --- | --- | --- | --- | ------ |
| 1   | Carlos Sainz jr.    | 18  | 1   | 1   | 4   | 4   | 1   | 1   | 14  | 6   | 1   | DNF | 4   | 6   | 1   | 1   | 15  | 11  | 227    |
| 2   | Pierre Gasly        | 3   | 5   | 9   | 2   | 7   | 2   | 4   | 18  | 2   | 20  | 8   | 2   | 3   | 2   | 2   | 6   | 4   | 192    |
| 3   | Roberto Merhi       | 2   | 9   | 6   | 6   | 9   | DNF | 13  | 4   | 1   | 2   | 1   | 1   | 2   | 5   | 4   | DNF | DNF | 183    |
| 4   | Oliver Rowland      | 6   | 10  | 3   | 1   | 5   | DNF | 3   | DNF | 5   | 4   | DNF | 3   | 4   | 13  | 3   | 2   | 1   | 181    |
| 5   | Sergej Sirotkin     | 7   | 3   | 8   | DNF | DNF | DNF | DNF | 1   | 4   | 3   | 4   | 14  | DNF | 4   | 7   | 3   | 5   | 132    |
| 6   | Will Stevens        | 1   | DNF | 12  | 3   | 8   | 7   | 2   | 6   | 9   | 11  | 7   | 6   | 10  | 12  | 8   | 1   | 13  | 122    |
| 7   | Norman Nato         | 15  | 11  | 11  | 10  | 1   | 5   | 5   | 17  | 16  | 12  | 6   | 8   | 1   | 10  | DNF | 8   | 10  | 89     |
| 8   | Matthieu Vaxivière  | 17  | 16  | 7   | 8   | DNF |     |     |     |     | 13  | 2   | 5   | 7   | 3   | 6   | 4   | 8   | 83     |
| 9   | Jazeman Jaafar      | DNF | 7   | 13  | 9   | 3   | 3   | 6   | 5   | 12  | 15  | 9   | 10  | 8   | DNF | 5   | 14  | DNF | 73     |
| 10  | Marlon Stöckinger   | 14  | 2   | 4   | DNF | 11  | 9   | 11  | 7   | 11  | 5   | 3   | 15  | 14  | 6   | 13  | DNF | 9   | 73     |
| 11  | Zoël Amberg         | 8   | 13  | 5   | 5   | 6   | DNF | DNF | 2   | 8   | 9   | 5   | DNF | 15  | 11  | 19  | 12  | 14  | 66     |
| 12  | Marco Sørensen      | DNF | DNF | 15  | 7   | 2   | 8   | 10  | 15  | 15  | 10  | 14  | 7   | 9   | 8   | DNF | 9   | DNF | 44     |
| 13  | Matias Laine        | 10  | 12  | 19  | 14  | 13  | 4   | 7   | 8   | 7   | 6   | DNF | DNF | 13  | 9   | 17  | 10  | DNF | 40     |
| 14  | Nikolay Martsenko   | 5   | 6   | 2   | DNF |     |     |     |     |     |     |     |     |     |     |     |     |     | 36     |
| 15  | Pietro Fantin       | 11  | 8   | 10  | 12  | 15  | DNF | DNF | 3   | DNF | 7   | DNF | DNF | 11  | DNF | 20  | NC  | 6   | 34     |
| 16  | William Buller      | 4   | DNF | DNF | DNF | 16  | 11  | 12  | 11  | 10  | DNF | 10  | 19  | DNF | 17  | 10  | DNF | 3   | 30     |
| 17  | Luca Ghiotto        | 16  | 4   | 16  | DNF | 14  | 6   | DNF | 16  | 14  | DNF | 15  | 11  | 19  | 7   | 16  | 13  | DNF | 26     |
| 18  | Richie Stanaway     |     |     |     |     |     | DNF | 8   | 9   | 3   |     |     |     |     |     |     |     |     | 21     |
| 19  | Meindert van Buuren | 9   | DNF | 14  | 11  | 10  | 12  | 9   | NC  | 18  | 14  | DNF | 16  | 5   | DNF | 14  | 7   | 15  | 21     |
| 20  | Nicholas Latifi     |     |     |     |     |     |     |     |     |     |     |     | DNF | 18  | 16  | 9   | 16  | 2   | 20     |
| 21  | Beitske Visser      | DNF | 17  | 18  | 16  | 17  | 10  | 14  | 13  | 13  | 19  | DNF | 17  | 12  | 15  | 11  | 5   | 12  | 11     |
| 22  | Óscar Tunjo         |     |     |     |     |     | DNF | 15  | 10  | 17  | 8   | DNF | 12  | DNF | 18  | 15  | DNF | 7   | 11     |
| 23  | Esteban Ocon        |     |     |     |     |     |     |     |     |     |     |     | 9   | DNS | 14  | 12  |     |     | 2      |
| 24  | Roman Mavlanov      | 13  | 15  | 17  | 15  | 19  | 13  | 16  | 12  | DNF | 17  | 13  | 13  | 16  |     |     | 11  | DNF | 0      |
| 25  | Cameron Twynham     |     |     |     |     |     |     |     |     |     | 18  | 11  | 18  | 17  | 19  | 18  |     |     | 0      |
| 26  | Oliver Webb         | 12  | 14  | DNF | 13  | 12  |     |     |     |     |     |     |     |     |     |     |     |     | 0      |
| 27  | Alfonso Celis Jr.   |     |     |     |     |     |     |     |     |     | 16  | 12  |     |     |     |     |     |     | 0      |
| 28  | Andrea Roda         |     |     |     |     | 18  |     |     |     |     |     |     |     |     |     |     |     |     | 0      |
| Pos | Coureur             | MNZ | MNZ | ARA | ARA | MON | SPA | SPA | MOS | MOS | NÜR | NÜR | HUN | HUN | LEC | LEC | JER | JER | Punten |

### Teams
| Pos | Team                       | No. | MNZ | MNZ | ARA | ARA | MON | SPA | SPA | MOS | MOS | NÜR | NÜR | HUN | HUN | LEC | LEC | JER | JER | Punten |
| --- | -------------------------- | --- | --- | --- | --- | --- | --- | --- | --- | --- | --- | --- | --- | --- | --- | --- | --- | --- | --- | ------ |
| 1   | DAMS                       | 1   | 18  | 1   | 1   | 4   | 4   | 1   | 1   | 14  | 6   | 1   | DNF | 4   | 6   | 1   | 1   | 15  | 11  | 316    |
| 1   | DAMS                       | 2   | 15  | 11  | 11  | 10  | 1   | 5   | 5   | 17  | 16  | 12  | 6   | 8   | 1   | 10  | DNF | 8   | 10  | 316    |
| 2   | Fortec Motorsports         | 3   | 7   | 3   | 8   | DNF | DNF | DNF | DNF | 1   | 4   | 3   | 4   | 14  | DNF | 4   | 7   | 3   | 5   | 313    |
| 2   | Fortec Motorsports         | 4   | 6   | 10  | 3   | 1   | 5   | DNF | 3   | DNF | 5   | 4   | DNF | 3   | 4   | 13  | 3   | 2   | 1   | 313    |
| 3   | Arden Motorsport           | 7   | 3   | 5   | 9   | 2   | 7   | 2   | 4   | 18  | 2   | 20  | 8   | 2   | 3   | 2   | 2   | 6   | 4   | 222    |
| 3   | Arden Motorsport           | 8   | 4   | DNF | DNF | DNF | 16  | 11  | 12  | 11  | 10  | DNF | 10  | 19  | DNF | 17  | 10  | DNF | 3   | 222    |
| 4   | Zeta Corse                 | 21  | 13  | 15  | 17  | 15  | 19  | 13  | 16  | 12  | DNF | 17  | 13  | 13  | 16  |     |     | 11  | DNF | 183    |
| 4   | Zeta Corse                 | 22  | 2   | 9   | 6   | 6   | 9   | DNF | 13  | 4   | 1   | 2   | 1   | 1   | 2   | 5   | 4   | DNF | DNF | 183    |
| 5   | Lotus                      | 15  | 14  | 2   | 4   | DNF | 11  | 9   | 11  | 7   | 11  | 5   | 3   | 15  | 14  | 6   | 13  | DNF | 9   | 177    |
| 5   | Lotus                      | 16  | 17  | 16  | 7   | 8   | DNF | DNF | 8   | 9   | 3   | 13  | 2   | 5   | 7   | 3   | 6   | 4   | 8   | 177    |
| 6   | Strakka Racing             | 11  | 1   | DNF | 12  | 3   | 8   | 7   | 2   | 6   | 9   | 11  | 7   | 6   | 10  | 12  | 8   | 1   | 13  | 162    |
| 6   | Strakka Racing             | 12  | 10  | 12  | 19  | 14  | 13  | 4   | 7   | 8   | 7   | 6   | DNF | DNF | 13  | 9   | 17  | 10  | DNF | 162    |
| 7   | AVF                        | 19  | DNF | 17  | 18  | 16  | 17  | 10  | 14  | 13  | 13  | 19  | DNF | 17  | 12  | 15  | 11  | 5   | 12  | 77     |
| 7   | AVF                        | 20  | 8   | 13  | 5   | 5   | 6   | DNF | DNF | 2   | 8   | 9   | 5   | DNF | 15  | 11  | 19  | 12  | 14  | 77     |
| 8   | ISR                        | 17  | DNF | 7   | 13  | 9   | 3   | 3   | 6   | 5   | 12  | 15  | 9   | 10  | 8   | DNF | 5   | 14  | DNF | 73     |
| 9   | Tech 1 Racing              | 9   | DNF | DNF | 15  | 7   | 2   | 8   | 10  | 15  | 15  | 10  | 14  | 7   | 9   | 8   | DNF | 9   | DNF | 64     |
| 9   | Tech 1 Racing              | 10  |     |     |     |     |     |     |     |     |     | 16  | 12  | DNF | 18  | 16  | 9   | 16  | 2   | 64     |
| 10  | International Draco Racing | 5   | 11  | 8   | 10  | 12  | 15  | DNF | DNF | 3   | DNF | 7   | DNF | DNF | 11  | DNF | 20  | NC  | 6   | 60     |
| 10  | International Draco Racing | 6   | 16  | 4   | 16  | DNF | 14  | 6   | DNF | 16  | 14  | DNF | 15  | 11  | 19  | 7   | 16  | 13  | DNF | 60     |
| 11  | Comtec Racing              | 27  | 5   | 6   | 2   | DNF |     |     |     |     |     | 18  | 11  | 18  | 17  | 19  | 18  |     |     | 38     |
| 11  | Comtec Racing              | 28  |     |     |     |     | 18  |     |     |     |     |     |     | 9   | DNS | 14  | 12  |     |     | 38     |
| 12  | Pons Racing                | 25  | 12  | 14  | DNF | 13  | 12  | DNF | 15  | 10  | 17  | 8   | DNF | 12  | DNF | 18  | 15  | DNF | 7   | 32     |
| 12  | Pons Racing                | 26  | 9   | DNF | 14  | 11  | 10  | 12  | 9   | NC  | 18  | 14  | DNF | 16  | 5   | DNF | 14  | 7   | 15  | 32     |
| Pos | Team                       | No. | MNZ | MNZ | ARA | ARA | MON | SPA | SPA | MOS | MOS | NÜR | NÜR | HUN | HUN | LEC | LEC | JER | JER | Punten |

- Coureurs vertrekkend van pole-position zijn vetgedrukt.
- Coureurs met de snelste raceronde in cursief.

1998 · 1999 · 2000 · 2001 · 2002 · 2003 · 2004 · 2005 · 2006 · 2007 · 2008 · 2009 · 2010 · 2011 · 2012 · 2013 · 2014 · 2015 · 2016 · 2017
Lijst van coureurs